# Profesionalen Sporten Futbolen Klub Černomorec Burgas
Il Profesionalen Sporten Futbolen Klub Černomorec Burgas (in bulgaro Професионален спортен футболен клуб Черноморец Бургас?, Club sportivo calcistico professionistico del Mar Nero Burgas), meglio noto come Černomorec Burgas, è stata una società calcistica bulgara con sede nella città di Burgas.

## Storia

### Fondazione
La squadra OFK Černomorec 919 è stata fondata nell'estate del 2005 dal sindaco di Burgas ed è considerata erede dell'antico FC Chernomorets fondato il 1 agosto 1919.
Ciò avvenne nonostante le proteste del proprietario del presidente della gloriosa società bianco-celeste Ivajlo Dražev, che aveva comprato la società nel 1997.
Nella stagione 2005-2006 la nuova società e la vecchia si trovarono nello stesso girone del campionato di terza serie, con notevoli ripercussioni nei rapporti, tanto che l' FC di Drazev non si presentò agli scontri diretti. 
Nello stesso periodo, Dražev fondò un'altra squadra nella capitale Sofia con il nome di PFK Černomorec Burgas Sofija, che è esistita solo per una stagione e raggiunse ottimi traguardi.
Dopo solamente una stagione nei dilettanti, il club vinse facilmente la V AFG con Dian Petkov come allenatore, terminando al primo posto. Nel giugno 2006, l'OFK Černomorec 919 vinse la Coppa amatoriale bulgara. Nella finale allo stadio nazionale Vasil Levski, il Černomorec vinse 4-0 contro l'FK Benkovski Kostinbrod.

### Era di Mitko Sabev, dal 2006 a oggi
Nella stessa estate, Mitko Sabev, un famoso magnate del petrolio bulgaro e proprietario della squadra di calcio concittadina del Nafteks Burgas, acquistò il club dal comune e lo rinominò PSFK Černomorec Burgas. (la squadra è registrata presso la Federcalcio bulgara come PFK Černomorec Burgas ed è conosciuta con quel nome dalle persone.) La squadra di calcio fungeva utilizzata come squadra di riserva per il Naftex Burgas. E il proprietario assunse il famoso allenatore bulgaro Dimităr Dimitrov.
Nel 2007, gli squali vinsero il girone est della B PFG e furono promossi nella massima serie nazionale. La prossima stagione il Černomorec concluse al sesto posto in campionato, qualificandosi così per la Coppa Intertoto. Nel secondo turno, gli squali hanno eliminato gli sloveni del Gorica con un risultato complessivo di 3-1, prima di essere eliminati al terzo turno degli svizzeri del Grasshoppers, con un risultato complessivo di 0-4.
Nel dicembre 2008, il proprietario del Černomorec ha comunicato di aver ingaggiato l'allenatore bulgaro Krasimir Balăkov, dopo essere stato licenziato dal San Gallo. Alla fine di quella stagione, Mitko Sabev ha sciolto il Naftex Burgas e ha acquistato il PFK Černomorec Pomorie di Pomorie, rendendo il nuovo club della vicina città una squadra di riserva per la principale squadra.
Il 14 gennaio 2010, il Černomorec Burgas è stato nominato il club più progressista nel 2009 in Bulgaria. Nel luglio 2010, dopo le differenze tra i proprietari di Petrol AD, il budget del club è stato notevolmente ridotto e molti impiegati del personale sono stati licenziati. Tuttavia, il 6 dicembre 2010, Krasimir Balăkov è stato rilasciato dal Černomorec Burgas in maniera consensuale. La seconda metà della stagione in A PFG 2010-2011 è stata un incubo per il Černomorec Burgas e la squadra è crollata all'ottavo posto in classifica, cambiando anche due allenatori nel corso della stagione: Anton Velkov e Georgi Vasilev.
Il 30 maggio 2011, Mitko Sabev ha nominato allenatore per la seconda volta Dimităr Dimitrov. Con l'aiuto di ottimi calciatori come Jugurtha Hamroun, Lourival Assis, Aatif Chahechouhe e Yannick Boli, il Černomorec Burgas ha terminato al quarto posto, sfiorando l'accesso all'Europa League.

### L'enorme calo: dal gruppo A alla regione B in 4 anni
Al termine della stagione 2013-2014, il Černomorec Burgas è stato retrocesso dopo 7 anni dalla A PFG. Nella stagione successiva non fu in grado di riprendersi e perse lo status di club professionistico dopo aver subito un'altra retrocessione - per il gruppo V. La squadra è stata nuovamente retrocessa nel gruppo regionale A e poi nuovamente relegata in B RFG dopo un ultimo piazzamento, segnando 4 retrocessioni di fila e spostandosi dal livello di calcio più alto a quello più basso.

## Palmarès

### Competizioni nazionali
- Vtora profesionalna futbolna liga: 1

2006-2007
- Kupa na Amat'orskata futbolna liga: 1

2005-2006